# 응용 범주론
응용 범주론은 수학의 범주론을 사용하여 수학 이외의 분야들인 컴퓨터 과학,  물리학(특히  양자물리학)), 자연어 처리, 제어 이론, 확률론 및 인과 관계를 포함하는 여러 분야를 연구하는 학술 분야이다.
이런 분야들에서 범주론을 응용하는 양상은 다양하다. 대표적으로, 어떤 경우에는 범주론으로 그 분야를 공식화하여 그 분야의 중요한 구조와 속성을 명료하게 할 것이라는 기대를 가진다. 다른 경우에는 추상화의 힘을 활용하여 해당 분야에 대한 새로운 결과를 증명하기 위해 범주론적 형식화가 사용된다.
물리학에서 범주론 응용의 대표적 예시들: 보충경계 범주와 선형 공간 범주를 이용한 위상 양자장론의 아티야 공리계, 민코프스키 공간 범주와 단위 C*-대수 범주를 이용한 양자장론의 헤이그-카스틀러 공리계와 그 쌍대 공리계로 볼 수 있는 함자적 양자장론, 퓨전 범주를 이용한 2차원 등각장론에서 퓨전 규칙의 공식화, (∞,1)-토포스의 미분 코호몰로지를 이용한 일반화된 게이지 이론의 공식화

## 응용 범주론 학자 목록
- 삼손 아브람스키
- 존 C. 바에즈
- 밥 쿠크
- 요아킴 람베크
- 발레리아 드 파이바
- 고든 플롯킨
- 다나 스콧
- 데이비드 스피박

## 같이 보기
- 범주적 양자역학
- ZX-미적분학
- <a href="https://en.wikipedia.org/wiki/DisCoCat" rel="mw:ExtLink" title="DisCoCat" class="cx-link" data-linkid="41">DisCoCat</a>
- 페트리 그물
- <a href="https://en.wikipedia.org/wiki/Univalent_foundations" rel="mw:ExtLink" title="Univalent foundations" class="cx-link" data-linkid="45">Univalent foundations</a>
- 끈 다이어그램

## 참고자료
1. ↑  “The n-Category Café”. 《golem.ph.utexas.edu》. 2019년 7월 20일에 확인함.